# Труново (Нижегородская область)
Тру́ново — деревня в городском округе Семёновский. Входит в состав Пафнутовского сельсовета.

## Описание
Расположена в 4 км от административного центра сельсовета — Пафнутово и 58 км от областного центра — Нижнего Новгорода.
| 2002 | 2010 |
| ---- | ---- |
| 4    | ↗6   |

## География
Деревня расположена в лесистой местности, неподалёку от старообрядческого скита Смольяны.